# Тутракан
Ту̀тракан е град в област Силистра, Североизточна България. Той е административен и стопански център на община Тутракан. Разположен е по брега на река Дунав. Населението на града към края на 2009 година е 9476 жители, което го прави второто по големина населено място в областта. По данни на ГРАО към 15 юни 2023 г. в града живеят 8913 души по настоящ адрес и 9974 души по постоянен адрес.

## География
Градът се намира на 61 km източно от областния град Русе, на 60 km западно от областния център Силистра, на 72 km северно от областния град Разград и на 371 km от столицата София. Пристанището му улеснява комуникациите и определя значимото място, което е заемал и заема Тутракан в своето историческо развитие.
Градът се намира на 26°36' източна дължина и 44°03' северна ширина. Надморската височина е 13 m от речния бряг, а платото (равната част на града), разположено на 500 m от реката, достига 126 m.
Тутракан е център на община с 15 населени места, 440 кв. км. площ и население 7258 души.

## Население
Долната таблица показва изменението на населението на града в периода след Втората световна война (1946 – 2021):
| Тутракан                                                                                  | Тутракан | Тутракан | Тутракан | Тутракан | Тутракан | Тутракан | Тутракан | Тутракан | Тутракан | Тутракан | Тутракан | Тутракан | Тутракан |
| ----------------------------------------------------------------------------------------- | -------- | -------- | -------- | -------- | -------- | -------- | -------- | -------- | -------- | -------- | -------- | -------- | -------- |
| година                                                                                    | 1946     | 1956     | 1965     | 1975     | 1985     | 1992     | 2001     | 2005     | 2007     | 2009     | 2011     | 2021     |          |
| население                                                                                 | 7183     | 9592     | 9926     | 11 425   | 12 119   | 11 573   | 10 369   | 9713     | 9588     | 9476     | 8641     | 7040     |          |
| Източници: Национален статистически институт, „Citypopulation.de“ и „Pop-stat.mashke.org“ |          |          |          |          |          |          |          |          |          |          |          |          |          |

## История
През римската епоха в града квартирува част от 11-и Клавдиев легион. Информация за това се черпи от каменен надпис, датиращ от 18 октомври 294 г. Името Трансмариска означава „Селище зад блатата“, визирайки срещуположната равна като тепсия низина около днешния румънски град Олтеница. При император Валент (366) е построен салов мост на река Дунав при войната му с готите.
Градът е част от старобългарските крепости от времето на Първото българско царство, а името му отразява титла. „Тмутаракан“ е таркан-военноначалник на гранично подразделение. Средновековни арабски географи отбелязват града с имената Рекран, Закатра, Тракан, Тарака. Други го споменават като Туквант, Торкан, Дуракам, Дирака, Диркана, Таткракам. През XV – XVI век в града е имало много водни (на река Дунав) и вятърни (по хълмовете на брега) мелници, които са просъществували до по-късно, а последната водна мелница (шифмюле) е доживяла до 1942 г.
В историята на Тутракан са записани имената на двама видни руски пълководци. На 10 май 1773 г. ген. Александър Суворов превзема града. След оттеглянето на руските войски турците разширяват и укрепват крепостта, но това не попречва на ген. Михаил Кутузов да го завладее на 11 октомври 1810 г.
Превземането на Тутракан
На 21 май 1773 г., след като успешно отразява турската атака, Суворов решава без съгласуване с висшестоящите да превземе укрепения тутракански гарнизон. Турските войски са изненадани и затова Тутракан е превзет със значително по-малки от турските сили и с минимални загуби. Победата има важно тактическо значение, защото така са прекъснати турските съобщения между Силистра и Русчук.
Трофеите от първата победа на Суворов над турците са 10 знамена, 50 лодки и други съдове, включително и пълни с товари. 6 леки турски оръдия са пренесени на лодките; 8 тежки топа – изхвърлени в Дунав. Руснаците загубват 60 души убити, а 150 са ранени.
Вместо обикновен рапорт, Суворов изпраща до Румянцев следните стихове:
„Слава Богу! Слава вамъ! Туртукай взятъ и я тамъ.“
(„Слава на Бога и слава Вам! Тутракан е превзет и аз съм там.“)
Началникът изпраща оригиналния му рапорт на императрицата „като безпримерен лаконизъм на безпримерния Суворов“. Същевременно го предава на военен съд за самоволните му действия. „Военната колегия изготви доклад, в който нейният секретар не беше пропуснал нито един закон, за да докара моята гибел“ – казва по-късно Суворов. Военната колегия го осъжда на смърт, но Екатерина II не утвърждава присъдата, резолирайки: „Победителите не ги съдят!“.
Командването обаче не се възползва от победата на Суворов и турските войски отново завземат Тутракан, след което се опитват да го укрепят. Едва на 28 юни, този път със заповед от командването, Суворов за втори път атакува и превзема крепостта въпреки 4-кратното превъзходство в сили на турските войски. За победата е награден с орден „Свети Георги“ II степен.
През XIX век Тутракан е беден рибарски, занаятчийски и лозарски град, в чиито лодкостроителници обаче се правят много лодки, гемии и водни мелници. През 1862 г. е изградена голяма църква и светско училище, а през 1873 г. е основано читалище „Възраждане“. През 1867 г. четата на Панайот Хитов със знаменосец Васил Левски прехвърля Дунава край Тутракан от Румъния към поробена България. А през 1876 г. преминава четата на Таньо войвода.
В началото на XX век, а и по-късно, Тутракан е най-големият дунавски риболовен център в страната. От 1913 г. е в пределите на Румъния под името Туртукай. През Първата световна война там се състои прочутата Тутраканска битка. Градът запада и населението му намалява. През 1940 г., по Крайовската спогодба, Южна Добруджа (вкл. и Тутракан) е върната на България.

## Религии
Следните религии са застъпени в Тутракан:
- източноправославно християнство – над 60 % от населението
- ислям – в града има турска махала, има и цигани мюсюлмани
- алиани – в самия град няма такива (те са главно в с. Преславци на около 15 km южно), но има алианско теке
- адвентисти от седмия ден – около 100 души
- протестанти

## Обществени институции
- Защитена местност „Калимок-Бръшлен“[7]
- Исторически музей[8]
- НЧ „Никола Вапцаров – 1873“
- Обреден дом
- СУ „Христо Ботев“
- СУ „Йордан Йовков“

## Забележителности
Поради живописното си разположение по хълмовете край Дунав Тутракан е известен като „Дунавското Търново“.

### Медии
- Радио „Фокус“
- Местен вестник „Тутракански глас“
- Местен вестник „Напредък“

### Музеи
- Исторически музей – адрес: пл. „Суворов“ 1, тел. 0866/61235, 61345
- Етнографски музей „Дунавски риболов и лодкостроене“ – част е от Стоте национални туристически обекта на БТС, работно време 8 – 12; 13 -17 ч., адрес: ул. Трансмариска 5, тел. 0866/60352, почивни дни – събота и неделя, има печат на БТС.
- Военно гробище (Тутракан) – част е от Стоте национални туристически обекта на БТС, работно време няма, има печат.
- Архитектурен комплекс „Рибарска махала“ – адрес: ул. „Рибарска“ 29, Посетителски център

### Природни забележителности
- Защитена местност „Калимок – Бръшлен“ – разположена западно от Тутракан на площ от 60 000 дка. Орнитологично важно място с международно значение BG30.
- Защитена местност „Пожаревски острови“ – разположена източно от Тутракан. Обхваща о-в Малък Пожарево и източната част на о-в Голям Пожарево. Смесена чаплово-корморанова колония. Орнитологично важно място с международно значение BG31.
- Защитена местност „Сая кулак“ – разположена източно от Тутракан в землището на с. Дунавец. Историческо място. Там са слезли четите на Панайот Хитов със знаменосец Васил Левски и на Таньо войвода. Всяка година от там тръгва младежки поход „По стъпките на Таньо войвода“.
- ОВМ „Стената“ – разположено югозападно от Тутракан. Льосова стена, дълга около 100 метра. Най-голямата колония в България на пчелояди. Орнитологично важно място с международно значение BG32.
- „Блатен кипарис“ – разположен на остров Радецки западно от града. Единственото находище на блатен кипарис в страната.

## Редовни събития
- Национален празник на България – 3 март
- Гергьовден и Ден на храбростта и Българската армия – 6 май
- По пътя на четата на Таньо Стоянов – 30 май – 2 юни
- Джулай морнинг – 1 юли
- Фестивал на кайсията – юли
- Огненият Дунав – края на месец юли
- Речни ноти – края на месец август
- Всяка година в първата неделя на месец септември на Мемориал „Военно гробище – 1916 г.“ се провеждат възпоменателни тържества, панихида, с които почитаме паметта на воините, загинали в епична битка за Тутракан на 5 и 6 септември 1916 г.
- Ден на Тутракан – 21 септември
- Никулден – 6 декември

## Личности
Родени в Тутракан
- Ангел Чешмеджиев
- Андрей Чернев (1886 – 1944) български общественик
- Димитър Грънчаров (1897 – 1997) български инженер и хидроинженер
- Добри Немиров (Добри Зарафов)
- Никола Мавродинов, български книгоиздател от края на XIX – началото на XX век
- Никола Мавродинов (2 ноември 1904 – 28 февруари 1958), български учен
- Петър Мавродинов (18 септември 1873 – 1948), български учител, книгоиздател и общественик
- Тита (Христина Миленова Пенчева) (р. 1999), певица, актриса и фотомодел

Почетни граждани на Тутракан
- Павел Державин
- Пантелей Киселов
- Мария Киселова
- Владимир Козлов
- Алексей Маресиев
- Александър Яковлев

## Други
На Тутракан е наречена улица в квартал „Горна баня“ в София (Карта).